# Raúl Silva Castro
Raúl Silva Castro (Santiago del Cile, 8 dicembre 1905 – Santiago del Cile, 12 giugno 1970) è stato un giornalista, critico letterario, scrittore e professore cileno.
Fu direttore della rivista di archeologia Athena Review dell'Università di Concepción e membro dell'Accademia Cilena di Storia e dell'Accademia Cilena di Lingua spagnola.

## Biografia
Nato a Santiago del Cile l'8 dicembre 1905, compì gli studi presso l'Istituto di Scienze Umane e l'Istituto Nazionale. Nel 1920 partecipò alla fondazione della rivista Claridad. Nel 1924 fu assunto dal quotidiano El Mercurio e lavorò anche per Las Últimas Noticias di Santiago del Cile. Nel 1932 si laureò in letteratura all'Università del Cile.
Lavorò per il Ministero della Pubblica Istruzione e nel 1927 nella Biblioteca Nazionale del Cile. Divenuto membro all'Accademia Cilena di Storia e dell'Accademia Cilena di Lingua spagnola, fu consulente per il progetto del Dizionario della letteratura cilena dell'Organizzazione degli Stati Americani. Fu professore di letteratura americana all'Università del Cile e all'Università della California - Berkeley.
Morì a Santiago del Cile il 12 giugno 1970.